# 聖克魯斯區 (帕爾帕省)
14°29′00″S 75°14′45″W / 14.4834°S 75.2458°W
聖克魯斯區（西班牙語：Distrito de Santa Cruz）是秘魯的一個區，位於該國中南部伊卡大區的帕爾帕省，始建於1953年1月16日，面積255.7平方公里，海拔高度538米，2005年人口1,060，人口密度每平方公里4.1人。